# Dəllər Daşbulaq
Dəllər Daşbulaq è un comune dell'Azerbaigian situato nel distretto di Şəmkir.